# Songbird: Rare Tracks and Forgotten Gems
Songbird: Rare Tracks & Forgotten Gems è una raccolta di cd in cofanetto del 2007  costituita da canzoni personalmente selezionate da Emmylou Harris: "Non ho scelto greatest hits, ma le mie canzoni preferite, che, a parte poche eccezioni non sono mai apparse in altre compilation, ma erano importanti gemme nella collana di perle che ogni album aspira a diventare. Sono inoltre incluse collaborazioni speciali, brani demo e live inediti prima, così come partecipazioni a progetti tributo, che ora raccolgo in questa confezione.” 
I dischi uno e due contengono una retrospettiva della carriera solista di Emmylou, includendo almeno una canzone per ciascuno dei precedenti album di studio e live (e due pezzi dai suoi lavori con Gram Parsons). I dischi 3 e 4 consistono di collaborazioni con altri interpreti, brani di album tributo, e materiale inedito. In tutto, 13 dei 78 brani sono inediti ed altri 27 erano stati pubblicati solo in album di altri artisti o compilation non a nome di Harris. Il DVD raccoglie 9 video ripresi tra il 1975 ed il 2005, più un annuncio di pubblico servizio per la protezione animali.

## Confezione
La raccolta di 5 dischi (4 CD & 1 DVD) è racchiusa in una cartellina di cartoncino pieghevole in più parti rilegata per imitare un album fotografico. Un libretto di 200 pagine con note biografiche, abbondantemente corredato di foto che attraversano la carriera di Emmylou, anch'esso rilegato come un album fotografico.  Entrambe le cartelline sono inserite in un astuccio di cartoncino.

## Elenco brani[2]
- materiale prima inedito segnato con * seguente il titolo del brano

### Disco uno
| #  | Titolo                             | Autore                         | Durata | Produttore                     | Ospiti                           | Prima pubblicazione                           | Data          | Note                 |
| -- | ---------------------------------- | ------------------------------ | ------ | ------------------------------ | -------------------------------- | --------------------------------------------- | ------------- | -------------------- |
| 1  | "Clocks" *                         | Emmylou Harris                 | 2:48   | Ray Ellis                      |                                  | Gliding Bird Sessions                         | c. 1970       | Versione Alternativa |
| 2  | "The Angels Rejoiced Last Night"   | Charlie Louvin, Ira Louvin     | 2:23   | Gram Parsons, Jim Dickson      | Gram Parsons                     | Sleepless Nights di Gram Parsons              | 1973          |                      |
| 3  | "The Old Country Baptizing"        | Carl Story                     | 4:02   | John M. Delgatto, Marley Brant | Gram Parsons & The Fallen Angels | Live 1973 di Gram Parsons & The Fallen Angels | 13 marzo 1973 | Live                 |
| 4  | "Coat Of Many Colors"              | Dolly Parton                   | 3:42   | Brian Ahern                    |                                  | Pieces of the Sky                             | 1975          | [ 3 ]                |
| 5  | "For No One"                       | John Lennon, Paul McCartney    | 3:42   | Brian Ahern                    |                                  | Pieces of the Sky                             | 1975          | [ 3 ]                |
| 6  | "Ooh Las Vegas"                    | Ric Grech, Gram Parsons        | 3:43   | Brain Ahern                    |                                  | Elite Hotel                                   | 1975          | [ 4 ]                |
| 7  | "Satan's Jewel Crown"              | Traditional                    | 3:13   | Brian Ahern                    |                                  | Elite Hotel                                   | 1975          | [ 4 ]                |
| 8  | "Tulsa Queen"                      | Rodney Crowell, Emmylou Harris | 4:47   | Brian Ahern                    |                                  | Luxury Liner                                  | 1977          | [ 5 ]                |
| 9  | "My Songbird"                      | Jesse Winchester               | 3:09   | Brian Ahern                    |                                  | Quarter Moon in a Ten Cent Town               | 1978          | [ 6 ]                |
| 10 | "Green Rolling Hills"              | Utah Phillips                  | 3:38   | Brain Ahern                    | Fayssoux Starling                | Quarter Moon in a Ten Cent Town               | 1978          | [ 6 ]                |
| 11 | "One Paper Kid"                    | Walter Martin Cowart           | 2:57   | Brian Ahern                    | Willie Nelson                    | Quarter Moon in a Ten Cent Town               | 1978          | [ 6 ]                |
| 12 | "Sorrow In The Wind"               | Jean Ritchie                   | 3:30   | Brian Ahern                    | Sharon White, Cheryl White       | Blue Kentucky Girl                            | 1979          | [ 7 ]                |
| 13 | "Rough And Rocky"                  | Charles Justice, Shoji Tabuchi | 3:52   | Brian Ahern                    |                                  | Blue Kentucky Girl                            | 1979          | [ 7 ]                |
| 14 | "Jordan"                           | Tradizionale                   | 2:10   | Brian Ahern                    | Johnny Cash                      | Roses in the Snow                             | 1980          | [ 8 ]                |
| 15 | "Darkest Hour Is Just Before Dawn" | Ralph Stanley                  | 3:24   | Brian Ahern                    |                                  | Roses in the Snow                             | 1980          | [ 8 ]                |
| 16 | "Ashes By Now"                     | Rodney Crowell                 | 4:31   | Brian Ahern                    | Dr. John                         | Evangeline                                    | 1981          |                      |
| 17 | "How High The Moon"                | Nancy Hamilton, Morgan Lewis   | 3:23   | Brian Ahern                    |                                  | Evangeline                                    | 1981          |                      |
| 18 | "Spanish Johnny"                   | Paul Siebel                    | 3:50   | Brian Ahern                    | Waylon Jennings                  | Evangeline                                    | 1981          |                      |
| 19 | "The Last Cheaters Waltz"          | Sonny Thockmorton              | 5:35   | Brian Ahern                    |                                  | Cimarron                                      | 1981          |                      |
| 20 | "Racing In The Streets"            | Bruce Springsteen              | 5:32   | Brian Ahern                    |                                  | Last Date                                     | 1982          |                      |
| 21 | "Like An Old Fashioned Waltz"      | Sandy Denny                    | 3:20   | Brian Ahern                    |                                  | White Shoes                                   | 1983          | [ 9 ]                |

### Disco due
| #  | Titolo                        | Autore                                            | Durata | Produttore                       | Ospiti                                                | Prima pubblicazione         | Data | Note   |
| -- | ----------------------------- | ------------------------------------------------- | ------ | -------------------------------- | ----------------------------------------------------- | --------------------------- | ---- | ------ |
| 1  | "The Sweetheart Of The Rodeo" | Emmylou Harris, Paul Kennerley                    | 3:40   | Emmylou Harris, Paul Kennerley   | Dolly Parton, Linda Ronstadt, Vince Gill, Gail Davies | The Ballad of Sally Rose    | 1985 | [ 10 ] |
| 2  | "When I Was Yours"            | Emmylou Harris, Paul Kennerley                    | 2:45   | Emmylou Harris, Paul Kennerley   |                                                       | Thirteen                    | 1985 |        |
| 3  | "My Father's House"           | Bruce Springsteen                                 | 4:48   | Emmylou Harris, Paul Kennerley   |                                                       | Thirteen                    | 1986 |        |
| 4  | "Bright Morning Stars"        | Public Domain                                     | 2:33   | Emory Gordy, Jr., Emmylou Harris |                                                       | Angel Band                  | 1987 | [ 11 ] |
| 5  | "When He Calls"               | Paul Kennerley                                    | 2:44   | Emory Gordy, Jr., Emmylou Harris |                                                       | Angel Band                  | 1987 | [ 11 ] |
| 6  | "Lonely Street"               | Carl Belew, W.S. Stevenson, Kenny Sowder          | 3:12   | Richard Bennett, Emmylou Harris  |                                                       | Bluebird                    | 1988 | [ 12 ] |
| 7  | "Brand New Dance"             | Paul Kennerley                                    | 3:27   | Richard Bennett, Allen Reynolds  |                                                       | Brand New Dance             | 1990 | [ 13 ] |
| 8  | "Get Up John"                 | Bill Monroe, Marty Stuart, Jerry Sullivan         | 3:14   | Richard Bennett, Allen Reynolds  |                                                       | At the Ryman                | 1992 | Live   |
| 9  | "If I Could Be There"         | Kieran Kane, Jamie O'Hara                         | 3:46   | Richard Bennett, Allen Reynolds  |                                                       | At the Ryman                | 1992 | Live   |
| 10 | "Ballad Of A Runaway Horse"   | Leonard Cohen                                     | 5:39   | Richard Bennett, Allen Reynolds  |                                                       | Cowgirl's Prayer            | 1993 | [ 15 ] |
| 11 | "Going Back To Harlan"        | Anna McGarrigle                                   | 4:55   | Daniel Lanois                    |                                                       | Wrecking Ball               | 1995 | [ 16 ] |
| 12 | "Sweet Old World"             | Lucinda Williams                                  | 5:06   | Daniel Lanois                    |                                                       | Wrecking Ball               | 1995 | [ 16 ] |
| 13 | "All My Tears"                | Julie Miller                                      | 5:08   | Buddy Miller, Emmylou Harris     |                                                       | Spyboy                      | 1998 | Live   |
| 14 | "Prayer In Open D"            | Emmylou Harris                                    | 3:59   | Buddy Miller, Emmylou Harris     |                                                       | Spyboy                      | 1998 | Live   |
| 15 | "Bang The Drum Slowly"        | Emmylou Harris, Guy Clark                         | 4:53   | Malcolm Burn                     |                                                       | Red Dirt Girl               | 2000 | [ 18 ] |
| 16 | "Boy From Tupelo"             | Emmylou Harris                                    | 3:49   | Malcolm Burn                     |                                                       | Red Dirt Girl               | 2000 | [ 18 ] |
| 17 | "Lost Unto This World"        | Emmylou Harris, Daniel Lanois                     | 4:35   | Malcolm Burn                     |                                                       | Stumble into Grace          | 2003 | [ 19 ] |
| 18 | "Man Is An Island"            | Kate McGarrigle, Anna McGarrigle, Jane McGarrigle | 4:45   | Brian Ahern                      |                                                       | Light of the Stable reissue | 2004 | [ 20 ] |
| 19 | "Cup Of Kindness"             | Emmylou Harris                                    | 3:54   | Malcolm Burn                     |                                                       | Stumble into Grace          | 2003 | [ 19 ] |

### Disco tre
| #  | Titolo                       | Autore                                           | Durata | Produttore                                 | Ospiti                                           | Prima pubblicazione                                        | Data | Note |
| -- | ---------------------------- | ------------------------------------------------ | ------ | ------------------------------------------ | ------------------------------------------------ | ---------------------------------------------------------- | ---- | ---- |
| 1  | "Falling In A Deep Hole" *   | Bill Danoff, Taffy Danoff                        | 2:38   |                                            |                                                  | inedito                                                    | ???? |      |
| 2  | "1917"                       | David Olney                                      | 5:22   | Glyn Johns                                 | Linda Ronstadt                                   | Western Wall: The Tucson Sessions                          | 1999 |      |
| 3  | "Palms of Victory" *         | Traditional (John B. Matthias)                   | 3:07   | Brian Ahern                                | Dolly Parton, Linda Ronstadt                     | Trio brano escluso                                         | 1978 |      |
| 4  | "Softly And Tenderly" *      | Traditional                                      | 5:29   | George Massenburg                          | Dolly Parton, Linda Ronstadt                     | Trio II brano escluso                                      | ???? |      |
| 5  | "My Dear Companion"          | Jean Ritchie                                     | 2:56   | George Massenburg                          | Dolly Parton, Linda Ronstadt                     | Trio                                                       | 1987 |      |
| 6  | "Mary Danced With Soldiers"  | Paul Kennerley                                   | 3:06   | Randy Scruggs, Nitty Gritty Dirt Band      | Nitty Gritty Dirt Band                           | Will the Circle Be Unbroken: Volume Two                    | 1989 |      |
| 7  | "I Don't Love You Much Do I" | Guy Clark, Richard Leigh                         | 2:37   | Guy Clark, Miles Wilkinson                 | Guy Clark                                        | Boats to Build                                             | 1992 |      |
| 8  | "All I Left Behind" *        | Emmylou Harris, Kate McGarrigle, Anna McGarrigle | 3:17   |                                            | Kate McGarrigle, Anna McGarrigle, Michele Pepin  | demo inedito                                               | ???? |      |
| 9  | "I Remember You"             | Steve Earle                                      | 2:51   | Twangtrust                                 | Steve Earle                                      | Jerusalem                                                  | 2002 |      |
| 10 | "Golden Ring"                | Bobby Braddock, Rafe Van Hoy                     | 3:59   | Emmylou Harris, Michele Pepin              | Linda Ronstadt, Anna McGarrigle, Kate McGarrigle | Tammy Wynette ... Remembered                               | 1998 |      |
| 11 | "Sonny"                      | Ron Hynes                                        | 4:18   | Donal Lunny                                | Dolores Keane, Mary Black                        | Bringing It All Back Home                                  | 1991 |      |
| 12 | "In The Garden" *            | Tradizionale                                     | 2:49   | Daniel Lanois                              |                                                  | All the Pretty Horses project, unissued                    | 1996 |      |
| 13 | "Love Still Remains"         | Kate Wolf                                        | 4:35   | Nina Gerber                                |                                                  | Treasures Left Behind: Remembering Kate Wolf               | 1998 |      |
| 14 | "Snake Song"                 | Townes Van Zandt                                 | 2:32   | Freddy Fletcher, Eric Paul                 |                                                  | Poet: A Tribute to Townes Van Zandt                        | 2001 |      |
| 15 | "Hobo's Lullaby"             | Goebel Reeves                                    | 2:43   | Emmylou Harris                             |                                                  | Folkways: A Vision Shared                                  | 1988 |      |
| 16 | "Wondering"                  | Joe Werner                                       | 3:03   | Gail Davies                                |                                                  | Caught in the Webb: A Tribute to the Legendary Webb Pierce | 2002 |      |
| 17 | "Immigrant Eyes" *           | Guy Clark, Roger Murrah                          | 3:40   | Paul Kennerley                             |                                                  | regalo di compleanno inedito                               | 2001 |      |
| 18 | "Juanita"                    | Chris Hillman, Gram Parsons                      | 2:40   | Sheryl Crow, Emmylou Harris                | Sheryl Crow                                      | Return of the Grievous Angel: A Tribute to Gram Parsons    | 1999 |      |
| 19 | "She"                        | Chris Etheridge, Gram Parsons                    | 4:49   | Stephen Street                             | The Pretenders                                   | Return of the Grievous Angel: A Tribute to Gram Parsons    | 1999 |      |
| 20 | "Sin City"                   | Chris Hillman, Gram Parsons                      | 4:00   | Emmylou Harris, Paul Kremen                | Beck                                             | Return of the Grievous Angel: A Tribute to Gram Parsons    | 1999 |      |
| 21 | "Wheels"                     | Chris Hillman, Gram Parsons                      | 3:27   | John Starling, Bill Wolf, The Seldom Scene | The Seldom Scene                                 | 15th Anniversary Celebration, Live at the Kennedy Center   | 1988 |      |

### Disco quattro
| #  | Titolo                           | Autore                              | Durata | Produttore                      | Ospiti                       | Prima pubblicazione                            | Data | Note |
| -- | -------------------------------- | ----------------------------------- | ------ | ------------------------------- | ---------------------------- | ---------------------------------------------- | ---- | ---- |
| 1  | "Beyond The Blue"                | Beth Nielsen Chapman Gary Nicholson | 4:33   | Buddy Miller, Steve Fishell     | Patty Griffin                | Where the Heart Is: Original Soundtrack        | 2000 |      |
| 2  | "First In Line" *                | Paul Kennerley                      | 3:34   |                                 | John Starling                | Spring Training sessioni di registrazione      | 1990 |      |
| 3  | "Highway Of Heartache" *         | Carl Jackson                        | 3:04   | Carl Jackson                    | Carl Jackson                 | Spring Training sessioni di registrazione      | 1990 |      |
| 4  | "Alone And Forsaken"             | Hank Williams Sr                    | 3:31   | Mark Knopfler                   | Mark Knopfler & His Band     | Hank Williams: Timeless                        | 2001 |      |
| 5  | "Child Of Mine"                  | Carole King, Gerry Goffin           | 3:27   | Emmylou Harris                  |                              | Til Their Eyes Shine ... The Lullaby Album     | 1992 |      |
| 6  | "Heaven Ain't Ready For You Yet" | Paul Kennerley                      | 3:56   | Glyn Johns                      |                              | The Legend of Jesse James                      | 1980 |      |
| 7  | "Wish We Were Back In Missouri"  | Guy Humphreys, Paul Kennerley       | 4:03   | Glyn Johns                      |                              | The Legend of Jesse James                      | 1980 |      |
| 8  | "Mama's Hungry Eyes"             | Merle Haggard                       | 3:41   |                                 | Brian Ahern                  | Mama's Hungry Eyes: A Tribute to Merle Haggard | 1994 |      |
| 9  | "Here We Are"                    | Rodney Crowell                      | 2:53   | Billy Sherrill                  | George Jones                 | My Very Special Guests                         | 1979 |      |
| 10 | "Waltz Across Texas Tonight" *   | Rodney Crowell, Emmylou Harris      | 3:43   | Allen Reynolds, Richard Bennett |                              | Cowgirl's Prayer sessioni di registrazione     | 1993 |      |
| 11 | "Snowin' On Raton" *             | Townes Van Zandt                    | 3:42   | Allen Reynolds, Richard Bennett |                              | Brand New Dance sessioni di registrazione      | 1990 |      |
| 12 | "Gone" *                         | Caleb Meyer                         | 3:37   | Allen Reynolds, Richard Bennett |                              | Cowgirl's Prayer sessioni di registrazione     | 1993 |      |
| 13 | "Don't Let Our Love Die" *       | Michael Dowling, Alan O'Bryant      | 3:18   | Carl Jackson                    | Carl Jackson                 | Spring Training sessioni di registrazione      |      |      |
| 14 | "The Pearl"                      | Emmylou Harris                      | 5:19   | Julia Olin                      |                              | Concerts for a Land Mine Free World            | 2000 | Live |
| 15 | "Wildwood Flower"                | Traditional                         | 3:47   | Randy Scruggs                   | Randy Scruggs, Iris DeMent   | Crown of Jewels                                | 1998 |      |
| 16 | "Love And Happiness"             | Emmylou Harris, Kimmie Rhodes       | 4:21   | Mark Knopfler, Chuck Ainlay     | Mark Knopfler                | All the Roadrunning                            | 2006 |      |
| 17 | "When We're Gone, Long Gone"     | Kieran Kane, Jamie O'Hara           | 4:01   | George Massenburg               | Linda Ronstadt, Dolly Parton | Trio II                                        | 1998 |      |

### DVD
1. "Together Again" – with The Hot Band, featuring James Burton    (1975)
2. "Making Believe" – with The Hot Band, featuring Albert Lee (1977)
3. "Blue Kentucky Girl" – from PBS' "Soundstage" (1978)
4. "Satan's Jewel Crown" – from PBS' "Soundstage" (1978)
5. "Mr. Sandman" – Promotional video (1981)
6. "I Don't Have To Crawl" – Promotional video (1981)
7. "I Ain't Living Long Like This" – with Spyboy (1998)
8. "Love Hurts" – at the Grand Ole Opry, with Elvis Costello (2005)
9. "Imagine" – from CMT's "Crossroads (200?)
10. "PSA: Emmylou Harris On Animal Rescue"

## Musicisti
- Emmylou Harris – chitarra acustica, voce, armonie vocali, basso a 6 corde, chitarra elettrica baritono
- Gram Parsons - voce in 1-2; chitarra in 1-3; cori in 1-3
- James Burton - chitarra solista elettrica in 1-2; chitarra elettrica in 1-6, 1-8, 1-9, 1-10, 4-8; chitarra classica in 1-4; chitarra dobro in 1-4; chitarra ritmica in 3-3
- Bernie Leadon - chitarra in 1-2; chitarra acustica sintetizzata, basso in 3-2; banjo in 4-7
- Herb Pedersen - chitarra in 1-2; chitarra acustica in 1-5; cori in 1-5, 1-8
- Al Perkins - chitarra pedal steel in 1-2; banjo in 2-8; armonie vocali in 2-8; chitarra dobro in 2-9, 4-2, 4-3, 4-12, 4-13
- Byron Berline - mandolino in 1-2, 1-5; fiddle in 1-4, 1-6
- Glen D. Hardin - pianoforte in 1-2, 1-6, 1-9, 4-5, 4-8, 4-9; piano elettrico in 1-4, 1-8, 1-10, 1-16; tastiere in 2-18
- Emory Gordy, Jr. - Basso elettrico in 1-2, 1-6, 1-8, 1-9, 1-10, 1-14, 1-15, 1-16, 1-17, 1-19, 2-1, 3-3, 4-8, 4-9; cori in 1-6; Ernie Ball basso in 1-18, 2-5; voce in 2-4; basso acustico in 4-6, 4-7; contrabbasso in 4-6
- Jock Bartley - chitarra elettrica in 1-3
- Neil Flanz - chitarra pedal steel in 1-3
- Kyle Tullis - basso in 1-3
- N.D. Smart III - batteria in 1-3
- Rick Cunha - chitarra acustica in 1-4
- Ray Pohlman - basso in 1-4
- Ron Tutt -  batteria in 1-4
- Ben Keith - chitarra pedal steel in 1-4
- Brian Ahern - chitarra accordata alta in 1-4; basso in 1-5, 1-7, 1-12, 1-21, chitarra acustica pizzicata in 1-8; chitarra acustica in 1-9, 1-10, 1-19, 2-18; percussioni in 1-10, 1-13; chitarra archtop in 1-14, 1-15, 1-17; chitarra Adamas in 1-15; chitarra classica in 1-18; basso sei-corde in 1-18; tamburino in 1-18; Ernie Ball basso in 1-19; banjo in 2-18; basso Earthwood in 2-18; chitarra elettrica baritono in 3-3; chitarra in 4-8, 4-9
- Fayssoux Starling - cori in 1-4, 1-5, 1-7, 1-8; seconda voce in 1-10
- Amos Garrett - chitarra elettrica in 1-5; chitarra solista in 1-16
- Bill Payne - pianoforte in 1-5, 1-21, 3-20; piano elettrico in 1-17; sintetizzatore in 1-21; organo in 3-3
- Nick DeCaro - arrangiamento archi in 1-5, 4-6; fisarmonica in 4-6; archi in 4-7
- Hank DeVito - chitarra pedal steel in 1-6, 1-8, 1-9, 1-10, 1-13, 1-18, 1-19, 2-1; chitarra steel in 4-8, 4-9
- Rodney Crowell - chitarra ritmica in 1-6; cori in 1-6; chitarra acustica in 1-8, 1-16, 1-19; chitarra in 4-8, 4-9
- John Ware -  batteria in 1-6, 1-8, 1-9, 1-10, 1-13, 1-19, 1-20, 4-8, 4-9; percussioni in 1-17, 1-18
- Mike Auldridge - chitarra dobro in 1-7; chitarra pedal steel in 3-21
- John Starling - chitarra acustica in 1-7, 4-13, 4-17; cori in 1-7; voce in 4-2, 4-3; armonie vocali in 4-13
- Albert Lee - mandolino in 1-9, 1-14, 1-19, 3-5; chitarra elettrica in 1-17, 2-1; cori in 4-6; chitarra acustica in 4-7; chitarra in 4-9
- Ricky Skaggs - viola in 1-10; fiddle in 1-10, 1-12, 1-15, 1-19; mandolino in 1-13, 1-14, 1-15, 1-17, 1-18, 2-18; armonie vocali in 1-14, 1-15, 1-19; voce in 1-15; chitarra acustica in 1-15, 1-18
- Mickey Raphael - armonica a bocca in 1-8, 1-11, 1-16, 1-18, 4-9
- Willie Nelson - seconda voce in 1-11
- Sharon White - armonie vocali in 1-12, 1-17, 1-19; cori in 1-13
- Cheryl White - armonie vocali in 1-12, 1-17, 1-19; cori in 1-13
- Lincoln Davis Jr - fisarmonica in 1-13
- Tony Brown - piano in 1-13; piano elettrico in 1-19
- Mike Bowden - basso in 1-13, 1-20, 2-2
- Johnny Cash - armonie vocali in 1-14
- Tony Rice - armonie vocali in 1-14; chitarra acustica in 1-14; chitarra solista acustica in 1-17; chitarra in 3-21
- Mac Rebbenack - piano in 1-16
- Lynn Langham - sintetizzatore in 1-16
- Hal Blaine -  batteria in 1-16
- Jerry Douglas - chitarra dobro in 1-17, 3-6
- Waylon Jennings - armonie vocali in 1-18
- Frank Reckard - chitarra solista in 1-18, 1-20; mandolino in 2-2
- Don Johnson - tastiere in 1-20; armonie vocali in 1-20
- Barry Tashian - chitarra ritmica in 1-20; seconda voce in 1-20
- Steve Fishell - chitarra pedal steel in 1-20, 4-1, 2-6; chitarra dobro in 2-2
- Wayne Goodwin - mandolino in 1-20; sax tenore in 1-20
- Jim Horn - recorder in 1-21
- Shane Keister - tastiere in 2-1, 2-2, 2-3
- Russ Kunkel -  batteria in 2-1
- Buddy Spicher - fiddle in 2-1
- Dolly Parton - cori in 2-1; voce in 2-3, 3-4, 3-5, 4-17
- Linda Ronstadt - cori in 2-1; armonie vocali in 3-2, 3-10; voce in 2-3, 3-4, 3-5, 4-17
- Carl Jackson - chitarra acustica in 2-2, 4-17; voce in 2-4; baritono in 2-5; chitarra solista acustica in 2-5, 4-2, 4-3, 4-13; armonie vocali in 4-2; seconda voce in 4-3, 4-13
- Steve Turner -  batteria in 2-2, 4-3; percussioni in 2-2
- Mark O'Connor - fiddle in 2-2, 3-11, 3-15; viola in 2-3, 3-5; chitarra solista acustica in 3-5; mandola in 3-6
- Mary Ann Kennedy - armonie vocali in 2-2; voce in 4-5; mandolino in 4-5
- Pam Rose - armonie vocali in 2-2; voce in 4-5; chitarra acustica in 4-5
- Vince Gill - voce in 2-4; tenore in 2-5; mandolino in 2-5
- Richard Bennett - basso a 6 corde in 2-6; chitarra acustica in 2-7, 4-10, 4-12; mandocello in 2-10; chitarra elettrica in 4-4, 4-11; chitarre in 4-16
- Carl Marsh - sintetizzatore in 2-6
- David Pomeroy - basso in 2-6, 4-5, 4-15
- Billy Thomas - percussioni in 2-6
- Chris Leuzinger - chitarra acustica in 2-7; chitarra elettrica in 4-10; chitarra acustica slide in 4-11
- Bob Wray - basso in 2-7; 4-10
- Milton Sledge -  batteria in 2-7, 4-10; percussioni in 2-7
- Kenny Malone - field drum in 2-7;  batteria in 3-7; percussioni in 3-7
- Bobby Wood - tastiere in 2-7
- Liam O'Flynn - uilleann pipes & whistle in 2-7, 3-11
- Davy Spillane - uilleann pipes & whistle in 2-7, 3-11
- Mary Black - armonie vocali in 2-7; voce in 3-11
- Iris Dement - armonie vocali in 2-7; voce in 4-15
- Delores Keane - armonie vocali in 2-7; voce in 3-11
- Jon Randall Stewart - armonie vocali in 2-8, 2-9, 4-10, 4-11; mandolino in 2-9; chitarra acustica in 4-12
- Sam Bush - mandolino in 2-8, 4-3, 4-2, 4-10, 4-11, 4-12, 4-13, 4-15; armonie vocali in 2-8, 2-9; fiddle in 2-9, 4-3, 4-13
- Roy Husky, Jr. - contrabbasso in 2-8, 2-9, 3-6; basso in 3-11, 4-3, 4-12; basso acustico in 4-17
- Larry Atamanuik -  batteria in 2-8, 2-9, 4-12; armonie vocali in 2-8
- Cathy Chiavola - armonie vocali in 2-10
- David Hoffner - tastiere in 2-10; piano elettrico Wurlitzer in 4-12
- Joe Loesch - effetti speciali in 2-10
- Daniel Lanois - mandolino in 2-11, 2-12; chitarra elettrica in 2-11, 2-12; basso in 2-11; seconda voce in 2-11; chitarra acustica in 2-12; electric orchestra in 2-17; cori in 2-17; chitarra in 3-12; pedali basso in 3-12
- Daryl Johnson - armonie vocali acute in 2-11; tom tom in 2-11; voce in 2-13; djembe in 2-13;  chitarra basso in 2-13, 2-15, 2-19, 4-1; pedali basso in 2-13; percussioni in 2-13, 2-15, 4-1; armonie vocali in 2-15; organo in 3-12
- Brian Blade -  batteria in 2-11
- Steve Earle - chitarra acustica, tecnica finger picking 2-12; voce in 3-9; chitarra in 3-9; basso in 3-9; mandolino in 3-9; banjo in 3-9; armonica in 3-9; harmonium in 3-9; Mini-Moog in 3-9; organo in 3-9
- Malcolm Burn - piano in 2-12, 2-15, 2-16; basso sintetizzato in 2-15; chitarra elettrica in 2-15, 2-16; basso in 2-16; percussioni in 2-16;  batteria in 2-16; Hammond B-2 organo in 2-17, 2-19; cori in 2-17; Fender Rhodes in 2-19
- Tony Hall - shaker in 2-12; basso in 2-12, 2-17, 2-19
- Larry Mullin, Jr. - hand drum in 2-12; drum kit in 2-12
- Julie Miller - armonie vocali in 2-13; cori in 2-19
- Brady Blade - voce in 2-13;  batteria in 2-13, 2-19; percussioni in 2-13, 2-17
- Buddy Miller - voce in 2-13; chitarra solista elettrica in 2-13; 12-string chitarra in 2-13; chitarra soprano in 2-13; chitarra acustica in 2-19; chitarra elettrica in 2-19, 4-1
- Ethan Johns - elbow in 2-15, 2-16; chitarra acustica in 2-16;  batteria in 2-19; chitarra spagnola in 3-2; marksaphone in 3-2; percussioni in 3-19; baritone chitarra in 3-19; chitarra in 4-14
- Kate McGarrigle - piano in 2-16; armonie vocali in 2-16, 2-18, 3-10; chitarra acustica in 2-18; banjo in 2-18, 3-10; cori in 2-19, 3-2; voce in 3-8
- Kevin Salem - chitarra elettrica in 2-17
- Jane Siberry - cori in 2-17
- Anna McGarrigle - tastiere in 2-18; fisarmonica in 2-18, 3-10; armonie vocali in 2-18, 3-10; cori in 3-2; voce in 3-8
- Greg Leisz - chitarra acustica in 3-2; chitarra pedal steel in 3-18
- Wix - fisarmonica in 3-2
- Dave Lewis -  batteria in 3-3
- Mark Casstevens - chitarra acustica in 3-4
- David Grisman - mandolino in 3-4, 4-17
- Alison Krauss - viola in 3-4, fiddle in 4-17
- Edgar Meyer - basso con arco in 3-4
- David Lindley - autoharp in 3-5
- Kenny Edwards - basso acustico Ferrington in 3-5
- Jimmy Ibbotson - armonie vocali in 3-6
- Jeff Hanna - chitarra in 3-6; armonie vocali in 3-6
- Bob Carpenter - fisarmonica in 3-6; armonie vocali in 3-6
- Randy Scruggs - chitarra in 3-6; chitarra acustica in 4-15; autoharp in 4-15; chitarra dobro 5-corde in 4-15
- Jimmy Fadden -  batteria in 3-6
- Guy Clark - voce in 3-7; chitarra in 3-7
- Verlon Thompson - chitarra in 3-7
- Marty Stuart - mandolino in 3-7
- Travis Clark - basso in 3-7
- Michele Pepin - voce in 3-8; basso in 3-8, 3-10; chitarra elettrica in 3-10; chitarra dobro in 3-10
- Eric "Roscoe" Ambel - chitarra in 3-9; voce in 3-9
- Kelley Looney - basso in 3-9
- Will Rigby -  batteria in 3-9; percussioni in 3-9
- Ken Coomer -  batteria in 3-9
- Patrick Earle - percussioni in 3-9
- John McColgan -  batteria in 3-10; percussioni in 3-10
- Sylvain Clavet - percussioni in 3-10
- Pat Crowley - fisarmonica in 3-11
- Aaron Embry - piano in 3-12
- Victor Indrizzo -  batteria in 3-12
- David Rawlings - chitarra acustica in 3-13; armonie vocali in 3-13
- Gillian Welch - basso in 3-13; armonie vocali in 3-13
- Joey Miskulin - fisarmonica in 3-13
- Patty Mitchell - armonie vocali in 3-16
- Kenny Vaughn - chitarra elettrica in 3-16
- Pat Bergeson - chitarra tremolo in 3-16; armonica in 3-16
- Scott Neubert - chitarra acustica in 3-16
- Johnny Cox - chitarra pedal steel in 3-16
- Chris Nole - piano in 3-16
- Rob Price - basso in 3-16
- Bob Mummert -  batteria in 3-16
- Paul Kennerley - sintetizzatore in 3-17; chitarra elettrica in 3-17; cori in 4-6
- Sheryl Crow - voce in 3-18; chitarra acustica in 3-18
- Jeff Trott - chitarra elettrica in 3-18
- Tim Smith - basso in 3-18; chitarra baritono in 3-18
- Greg Williams -  batteria in 3-18
- Chrissie Hynde - voce in 3-19
- Adam Seymour - chitarra in 3-19
- Andy Hobson - basso in 3-19
- Martin Chambers -  batteria in 3-19
- Benmont Tench - organo in 3-19
- Beck Hansen - voce in 3-20; chitarra acustica in 3-20
- Smokey Hormel - chitarra in 3-20
- Jay Dee Maness - chitarra pedal steel in 3-20
- Justin Meldal-Johnsen - basso in 3-20
- Joey Waronker -  batteria in 3-20
- Gabe Witcher - fiddle in 3-20
- Jonathan Edwards - chitarra in 3-21; voce in 3-21
- John Duffey - mandolino in 3-21
- Peter Bonta - piano in 3-21
- Lou Reid - basso elettrico in 3-21; voce in 3-21
- Robbie Magruder -  batteria in 3-21
- Patty Griffin - voce in 4-1; armonie vocali in 4-14
- Martie Maguire - mandolino in 4-1
- Emily Robison - Weissenborn in 4-1
- Glenn Worf - basso in 4-2, 4-4, 4-11, 4-13, 4-16
- Paul McInerney -  batteria in 4-2, 4-13
- Mark Knopfler - chitarra elettrica in 4-4; voce in 4-16; chitarra in 4-16
- Guy Fletcher - chitarra acustica in 4-4; tastiere in 4-16
- Mike Henderson - mandolino in 4-4
- Geraint Watkins - organo Hammond B-3 in 4-4
- Chad Cromwell -  batteria in 4-4, 4-16
- Levon Helm - armonie vocali in 4-6, 4-7; cori in 4-6;  batteria in 4-7
- Tim Gorman - cori in 4-6; piano in 4-7
- Jody Payne - cori in 4-6
- Donivan Cowart - cori in 4-6
- George Jones - voce in 4-9
- John Jarvis - piano in 4-10; piano elettrico Wurlitzer in 4-11
- Harry Stinson -  batteria in 4-11, 4-15
- Mary Chapin Carpenter - armonie vocali in 4-14
- Dan Dugmore - chitarra acustica in 4-16
- Jim Cox - tastiere in 4-16
- Danny Cummings -  batteria in 4-16
- Glen Duncan - fiddle in 4-16; mandolino in 4-16
- Jim Keltner -  batteria in 4-17